# Microsoft Office 2010
Microsoft Office 2010, інша назва Office 14 — версія додатків офісного пакету для операційної системи Microsoft Windows. Office 2010 є наступником Microsoft Office 2007 та попередником Microsoft Office 2013. Office 2010 включає в себе підтримку розширених форматів файлів, поліпшення інтерфейсу користувача, а також змінений користувальницький досвід. У 64-розрядній версії Office 2010 виключена підтримка для Windows XP та для Windows Server 2003. 
Office 2010 став дебютом для Office Web Apps - онлайн-версії Word, Excel, PowerPoint і OneNote, які працюють в веббраузерах. Office Starter 2010 - нова редакція Office, замінила низькопродуктивне домашнє програмне забезпечення, Microsoft Works. Office Mobile 2010 - офісний пакет Microsoft оновлений для мобільного, був випущений 12 травня 2010 року як безкоштовне оновлення для пристроїв від телефону вітринах для пристроїв під управлінням Windows Mobile 6.5 і попередніх версій Office Mobile.
Станом на 31 грудня 2011 року, близько 200 мільйонів ліцензій Office 2010 були продані. 

## Історія та розробка
Розробка почалася в 2007 році, в той час як Microsoft закінчував роботу над Office 12 (випущений як Microsoft Office 2007). Номер версії 13 був пропущений через страх перед числом 13. Раніше вважалося, що Office 2010 (тоді він називався Office 14) вийде в першій половині 2009 року.

## Нові можливості
Office 2010 більше "заснований на ролях", ніж попередні версії; є функції, адаптовані до працівників в "ролях, таких як науково-дослідницькі і дослідно-професіональні, менеджерів з продажу". У його Інтернет реалізації, Office 2010 включає в себе функції SharePoint Server і запозичує ідеї з "Web 2.0".

## Вилучені функції
Наступні функції були видалені з Microsoft Office 2010.
Виключені з усього пакета
- додаток Microsoft Office Document Imaging
- додаток Microsoft Office Document Scanning
- Wordart як свій власний об'єкт (став стилізований текст)
- Управління Startup Assistant (Osa.exe)
- Інструмент діагностики Office
- Підтримка MSXML версії 5
- Дослідження і довідкова панель для Internet Explorer

Особливості видалені з Microsoft Word
- Смарт-тег автоматичного розпізнавання
- Смарт-тег імені
- Функція Авто Резюме